# Stanhopea connata
Stanhopea connata là một loài lan được tìm thấy ở Colombia to Peru.

## Hình ảnh

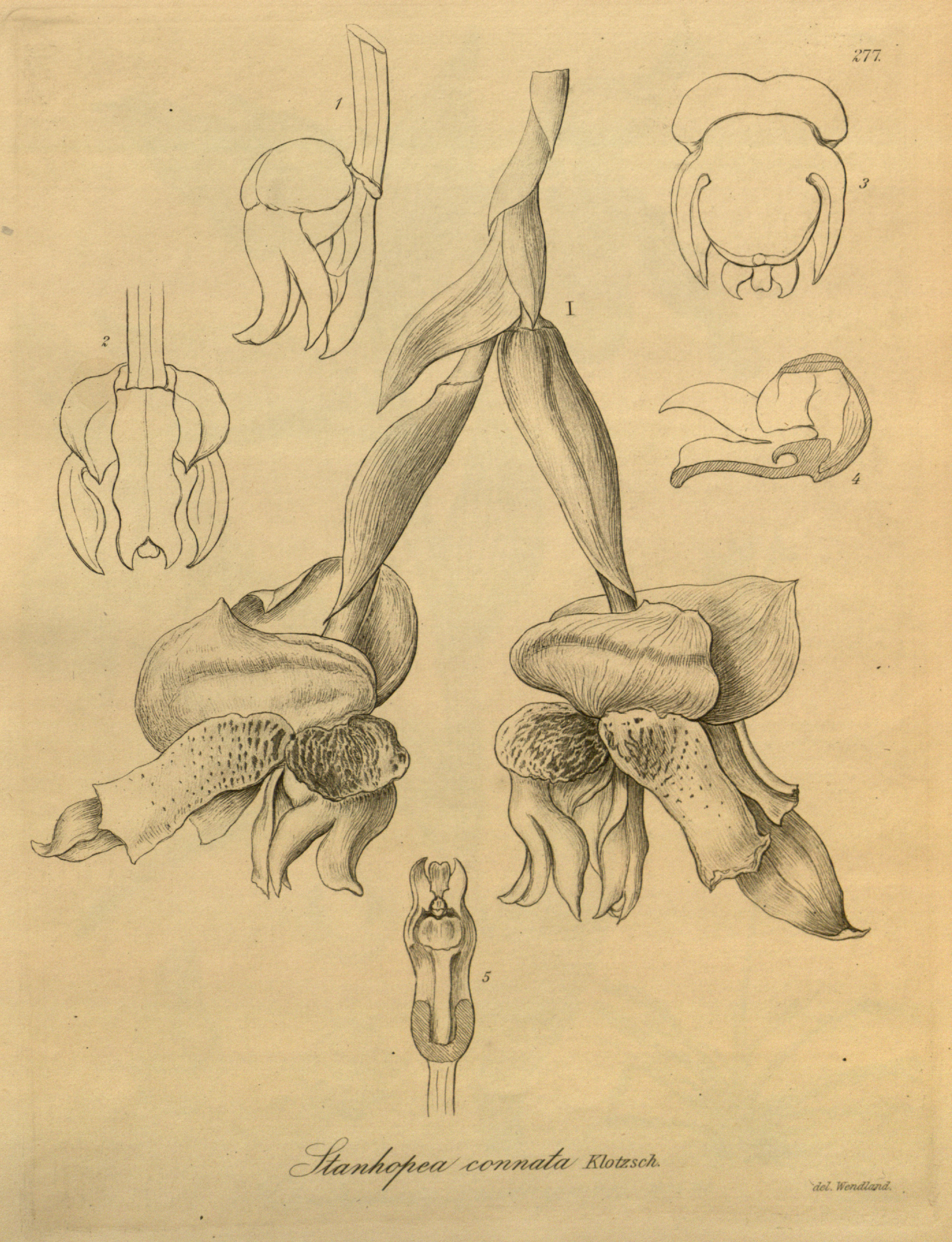
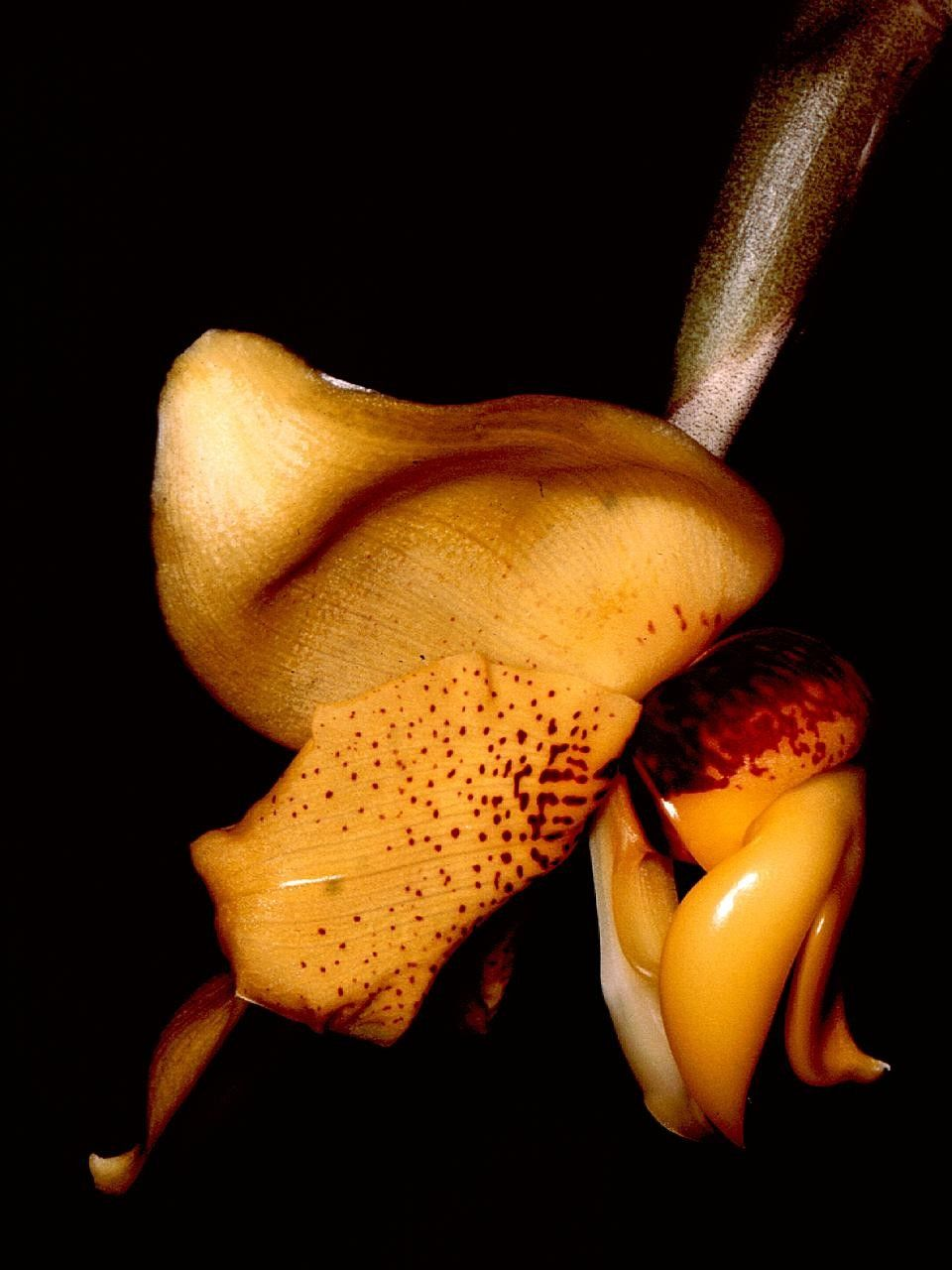